# Ochyrocera ungoliant
Espèce
Ochyrocera ungoliant est une espèce d'araignées aranéomorphes de la famille des Ochyroceratidae.

## Distribution
Cette espèce est endémique du Pará au Brésil,. Elle se rencontre à Parauapebas et à Canaã dos Carajás dans des grottes de la forêt nationale de Carajás.

## Description
Le mâle holotype mesure 2,3 mm et la femelle paratype 2,0 mm.

## Étymologie
Son nom d'espèce lui a été donné en référence à Ungoliant.

## Publication originale
- Brescovit, Cizauskas & Mota, 2018 : Seven new species of the spider genus Ochyrocera from caves in Floresta Nacional de Carajás, PA, Brazil (Araneae, Ochyroceratidae). ZooKeys, vol. 726, p. 87-130.